# 小行星3728
小行星3728（英語：3728 IRAS）是一颗围绕太阳公转的小行星。1983年8月23日，IRAS在IRAS发现了此天体。
这颗小行星的绝对星等为281.2527386210476等。